# Dorika tessipta
Dorika tessipta är en fjärilsart som beskrevs av Dyar 1914. Dorika tessipta ingår i släktet Dorika och familjen nattflyn. Inga underarter finns listade i Catalogue of Life.